# Akira Ishikawa (Rechtswissenschaftler)
Akira Ishikawa (japanisch 石川 明 Ishikawa Akira; * 27. November 1931 in Yokohama; † Juni 2015) war ein japanischer Rechtswissenschaftler und Hochschullehrer an der Universität Tokio.

## Leben
Ishikawa studierte von 1950 bis 1954 Rechtswissenschaften an der Keiō-Universität, wo er 1956 seinen Magister erwarb. Von 1959 bis 1961 hielt sich Ishikawa erstmals im Rahmen eines Forschungsaufenthaltes des DAAD in Deutschland an der Universität München auf. Nach seiner Rückkehr nach Japan war er bis 1967 als Associate Professor an der Keiō-Universität tätig. Ab 1967 war er bis zu seiner Emeritierung 1994 ebendort ordentlicher Professor für Zivil- und Zivilprozessrecht. Seit seiner Emeritierung ist Ishikawa noch im Magister- und Doktorandenkurs der Asahi-Universität in Mizuho tätig. Während seiner akademischen Laufbahn war Ishikawa wiederholt in Deutschland tätig. 1971 war er Gastprofessor an der juristischen Fakultät der Universität des Saarlandes, die ihm 1988 die Ehrendoktorwürde verlieh. 1975 hatte er eine Gastprofessur an der Universität zu Köln inne, von der ihm 1985 der Ehrendoktortitel verliehen wurde. Von 1996 bis 2004 hielt Ishikawa noch nach seiner Emeritierung Vorlesungen an der Universität Trier. 2000 wurde ihm das Bundesverdienstkreuz verliehen.

## Veröffentlichungen (Auswahl)
- Lehrbuch der Rechtswissenschaft. Tokio 1965 (japanisch).
- mit Ingo Leetsch: Das japanische BGB in deutscher Sprache (Übersetzung). Heymanns, Köln 1985, ISBN 978-3-452-19917-1.
- Die Bedeutung der Schlichtung als Mittel der Streitbeilegung unter Vermeidung gerichtlicher Auseinandersetzung in Japan. Europainstitut, Saarbrücken 1988.